# Harald Züchner
Harald Züchner (* 1. Februar 1943) ist ein deutscher Chemiker (Physikalische Chemie), der Hochschullehrer an der Universität Münster ist.
Züchner wurde 1969 als akademischer Schüler von Ewald Wicke in Münster promoviert. Er habilitierte sich dort 1978 in Physikalischer Chemie und ist seit 1982 Professor in Münster. Er war 1990 bis 1991 und 1993 bis 1997 Dekan des Fachbereichs Chemie. 1999 bis 2000 war er geschäftsführender Direktor des Instituts für Physikalische Chemie. Außerdem war er mehrfach Prorektor der Universität.
Er befasst sich mit Oberflächenanalytik unter anderem mit Röntgenphotoelektronenspektroskopie (XPS), Sekundärionen-Massenspektrometrie (SIMS), Rasterelektronenmikroskopen und Augerelektronenspektroskopie (AES), mit Elektrochemie und numerischer Simulation. Unter anderem untersucht er die Diffusion von Wasserstoff in Metallen (unter anderem Palladium).